# SAGA komplex
SAGA komplex (Spt–Ada–Gcn5–Acetyltransferáza) je komplex transkripčních koaktivátorů zprostředkovávající modifikace histonů, vysoce konzervovaný mezi kvasinkami a člověkem. Komplex má histon acetylační a deubikvitinační aktivitu. Kromě toho podjednotky SAGA komplexu se podílí i na dalších procesech regulujících genovou expresi v buňce jako mRNA export, transkripční elongace, rozpoznávání chromatinu a regulace bazálního transkripčního aparátu.
Acetylace je dobře prostudovány typ modifikace histonů, který se hlavně vyskytuje na lyzinových zbytcích (K). Navázáním acetylové skupiny pomocí SAGA komplexu, dojde k odstranění kladného náboje na histonech, čímž se sníží afinita histonového konce k záporně nabité DNA a způsobí tak přechod z kompaktního, neaktivního chromatinového stavu do stavu otevřeného pro vazbu transkripčních faktorů, aktivního chromatinu.
Význam deubikvitinační aktivity SAGA v kvasinkách spočívá v rychlých cyklech ubikvitinace, zprostředkované ubikvitin ligázou, a deubikvitinace zprostředkované deubikvitinačním modulem komplexu, pro usnadnění postupu RNA Pol II během aktivace genů.

## Rozdělení na moduly
Komplex SAGA se skládá z více než 20 polypeptidových podjednotek organizovaných do čtyř modulů: histonacetyltransferázového modulu (HAT), deubikvitinačního modulu (DUB), a SPT a TAF modulů tvořících strukturní jádro. 
HAT modul Arabidopsis se skládá z: ADA2, ADA3, SGF29 a acetyltransferázy GCN5 (General Control Non-depressible 5), avšak obsahuje dvě podjednotky ADA2, ADA3 a SGF29 (označené jako ADA2a, ADA2b, ADA3a, ADA3b, SGF29a, respektive SGF29b).  Protein GCN5 acetyluje hlavně lyzinový zbytek 14 na histonu H3, ale může acetylovat i proteiny, jako ADA2 (Alteration/Deficiency in Activation 2). ADA2b se fyzicky spojuje s GCN5 a interaguje svým C – koncem s N – koncem GCN5, což zvyšuje schopnost GCN5 acetylovat histony in vitro a umožňuje GCN5 acetylovat nukleozomální histony. SGF29 podjednotka SAGA komplexu kvasinek a člověka může selektivně vázat značky H3K4me2/3 prostřednictvím své dvojité domény TUDOR a rekrutovat na cílová místa komplex SAGA pro jejich následnou acetylaci.
V DUB modulu SAGA komplexu Arabidopsis byly zatím identifikovány tři proteiny: ENY2, SGF11 a UBP22.  Katalytickou podjednotkou modulu je ubikvitinová proteáza 22 (UBP22), která deubikvitinuje monoubikvitinované konce histonu H2B.  Ortologickým proteinem ENY2 je u kvasinek malý protein SUS1 vázající ubikvitin a ortologem SGF11 je u kvasinek SGF11 podjednotka vázající nukleozom.  Další experimenty prokázaly, že SGF11 interaguje přímo s UBP22 i ENY2, zatímco nebyla objevená žádná přímá interakce mezi UBP22 a ENY2. Nicméně, proteiny z DUB modulu rovněž téměř neinteragují s podjednotkami komplexu SAGA. Tomu může přispívat absence orthologu podjednotky SGF73 u Arabidopsis, jež u kvasinek spojuje DUB modul se SAGA, což naznačuje, že DUB modul může fungovat jako deubikvitináza nezávislá na komplexu SAGA. Exprese genů kódujících podjednotky DUB modulu však koreluje s expresi složek SAGA komplexu reagujících na stres, například SGF11 a TRA1, UBP22 a SPT20.
Strukturní modul SAGA komplexu Arabidopsis se skládá ze: SPT20, HAF1, HAF2, TAF13, ADA1 a TRA1. SPT20 má pravděpodobně primordiální funkci při sestavování komplexu SAGA, protože žádný intaktní SAGA nemohl být purifikován v kvasinkových mutantních kmenech spt20.  Doména InterPro, která naleží do rodiny SPT20, je součástí PHYTOCHROME-DEPENDENT LATE-FLOWERING (PHL) proteinu, který urychluje kvetení potlačením inhibičního účinku fytochromu B. U kvasinek Tra1 rekrutuje SAGA k promotorům genů prostřednictvím interakce s transkripčními faktory. Arabidopsis má dva homology TRA1 – TRA1a a TRA1b. Podjednotka ADA1 je u Arabidopsis duplikována.  V kvasinkách podjednotka SPT7 rekrutuje SPT8 do modulu prostřednictvím svého C-konce, kde podjednotka SPT3 spolu se SPT8 interaguje s TATA vazebnými protein (TBP) čímž rekrutují komplex SAGA do genových promotorů.  Dříve se uvažovalo, že TAF13 a TAF1 podjednotky Arabidopsis SAGA mají stejné funkce a jsou více podobné SPT3 a SPT7 u kvasinek, nedávné výzkumy však ukázaly že TAF13 a TAF1 jsou komplexní podjednotky TFIID (transkripční faktor II D), ale nikoliv komplexní podjednotky SAGA. Arabidopsis postrádá ortology SPT3, SPT7 a SPT8, proto mechanismus, jakým je komplex SAGA v rostlinách přijímán do genových promotorů, zatím není objasněn.
Modul koaktivátorů obsahuje faktory spojené s TBP: TAF5, TAF6, TAF9, TAF10, TAF12. Tyto proteiny jsou sdíleny s TFIID. Dříve se považovalo, že TAF působí jako obecné koaktivátory, které zprostředkovávají transkripční aktivaci velkého množství různých aktivátorů, avšak detailnější studie prokázaly, že některé TAF mohou mít tkáňovou specifitu a uplatňovat se pouze při exprese určité podskupiny genů.  Takovým selektivním TAF je TAF10. U mutantních rostlin atTAF10 bylo pozorováno několik abnormalit spojených s aktivitou meristému a vývojem listů.  Dalším selektivním TAF je TAF6. Histologická a morfologická analýza ukázala, že inzerce T-DNA v AtTAF6 specificky ovlivňuje růst pylové láčky.  TAF5 se rovněž podílí na růstu pylové láčky a hraje klíčovou roli v regulačních mechanismech zapojených do samčí gametogeneze. TAF5 je esenciální gen, na to ukazuje absence homozygotních mutant taf5. TAF12 je důležitým faktorem pro správnou hormonální odpověď u Arabidopsis, je spojen negativní regulací citlivosti na cytokininy a ethylenovou odpovědi. 
Oddělenou podjednotkou SAGA komplexu Arabidopsis je CHR5. CHR5 je homologem kvasinkového CHD1, který se podílí na remodelaci chromatinu a obsahuje doménu CHROMO, která váže methylovaný H3K4.  CHR5 je exprimován během vývoje embrya a zrání semen a je přímo zapojen do aktivace exprese klíčových transkripčních regulátorů vývoje zygotického embrya. Tento protein pravděpodobně rekrutuje SAGA do chromatinu a koordinuje různé komplexy zapojené do remodelace chromatinu. 

## Funkce

### Funkce v rostlinách
HAT podjednotky SAGA komplexu se podílejí na odolnosti rostlin vůči abiotickému stresu tím, že regulují expresi genů nebo transkripčních faktorů genů zodpovědných za specifické obranné reakce. Například GCN5 zprostředkovává H3K9/K14 acetylace a transkripční aktivaci proteinu CTL1 (Chitinase-like1) ovlivňujícího syntézu celulózy, a také PGX3 (polygalacturonase involved in expansion-3) a MYB54 (MYB domain protein-54). Tyto proteiny jsou nutné pro udržení integrity buněčné stěny Arabidopsis za podmínek růstu při vysoké salinitě, navíc se stěny rostlinných buněk podílejí na vnímání a reakci na stres.  GCN5 funguje jako pozitivní regulátor pro podskupinu genů indukovatelných teplotním stresem, váže se na promotory transkripčních faktorů teplotního stresu HSFA3 a UVH6 a usnadňuje jejich H3K9/ K14 acetylaci a expresi.  Funkce GCN5 je také spojena s nutričním stresem, zejména se uplatňuje při nedostatku fosfátu a kontrole homeostázy železa u Arabidopsis. V případě nedostatku fosfátu H3K9/14 acetylace genu AT4, zprostředkovaná GCN5, způsobila dynamickou expresi tohoto genu. AT4 je gen, který exprimuje dlouhou nekódující RNA, která reguluje distribuci fosfátu mezi kořeny a nadzemní části rostliny. V případě železa, GCN5 reguluje úroveň exprese genu kódujícího efluxní protein FRD3, který usnadňuje chelataci železa s citrátem a následný transport citrátu železa xylémem.
SAGA komplex, zejména HAT modul, se také významně podílí na procesech spojených s růstem a vývojem rostlin a také na regulaci specifických metabolických a biosyntetických dráhách. Projevy regulace SAGA komplexem vidíme už během stadia embrya, jehož určení polarity vyžaduje rovnováhu mezi regulaci transkripčního korepresoru TPL a GCN5.  HAT reguluje vrstvu kmenových buněk kořenové špičky a růst kořene prostřednictvím regulace exprese transkripčních faktorů PLT1 a PLT2 potřebných pro udržení kmenových buněk kořenů v Arabidopsis.  GCN5 se také účastní světelné regulace růstů a regulace genové exprese světlem indukovaných genů. U Arabidopsis spolu s HD1 (histon deacetyláza 1) tvoří GCN5 antagonistický pár pro reverzibilní acetylace histonů, potřebnou pro udržování dynamické rovnováhy úrovně acetylace histonů genů kódujících CHLOROPHYLL A/B-BINDING PROTEIN 2, RIBULOSE BISPHOS-PHATE CARBOXYLASE SMALL CHAIN 1A, a INDOLE-3-ACETIC ACID INDUCIBLE 3 (IAA3) zapojených do fotomorfogenze. Navíc GCN5 interaguje s klíčovým transkripčním faktorem ELONGATED HYPOCOTYL 5 (HY5) zapojeným do světlem regulované genové transkripce a fotomorfogenze. GCN5 a receptorová kináza CLAVATA1 (CLV1) jsou potřebné pro správnou cytokininovou signalizaci během vývoje gynecea, podporují cytokininovou signalizaci v meristému okraje plodolistů a potlačují ji v oblasti blizny. Dalším způsobem, kterým CLV1 a GCN5 regulují vývoj gynecea, je omezení exprese funkčního genu WUSCHEL (WUS) důležitého pro vývoj květného meristému a morfogenezi květu . GCN5 hraje důležitou roli v imunitě rostlin prostřednictvím regulace genů MYC2 , DEFENSE NO DEATH2 (DND2) a WRKY33, které jsou negativními regulátory biosyntézy kyseliny salicylové.  HAT má také vliv na složení bílkovin a mastných kyselin semen – reguluje exprese genů zapojených do biosyntézy mastných kyselin FAD3, LACS2, LPP3 a PLAIIIb. Z těchto genů hlavním cílem GCN5 je FAD3 – desaturáza mastných kyselin, která je zodpovědná za přeměnu kyseliny linolové na kyselinu linolenovou a tím zvyšení koncentrace kyseliny linolenové v semenech Arabidopsis. Některé studie prokázaly, že acetylace/deacetylace histonů je epigenetický mechanismus zapojený do regulace produkce miRNA a GCN5 zasahuje do miRNA dráhy na transkripční i posttranskripční úrovni. 